# Нервные волокна
Не́рвные воло́кна — длинные отростки нейронов, покрытые глиальными оболочками. По нервным волокнам распространяются нервные импульсы, по каждому волокну изолированно, не заходя на другие.
В различных отделах нервной системы оболочки нервных волокон значительно различаются по своему строению, что лежит в основе деления всех волокон на миелиновые и безмиелиновые. Те и другие состоят из отростка нервной клетки, лежащего в центре волокна, и поэтому называемого осевым цилиндром (аксоном), и, в случае миелиновых волокон, окружающей его оболочкой.
В зависимости от интенсивности функциональной нагрузки нейроны формируют тот или иной тип волокна. Для соматического отдела нервной системы, иннервирующей скелетную мускулатуру, обладающую высокой степенью функциональной нагрузки, характерен миелиновый (мякотный) тип нервных волокон, а для вегетативного отдела, иннервирующего внутренние органы — безмиелиновый (безмякотный) тип.
Покрытые оболочкой сплетения пучков нервных волокон образуют нервы.

## КлассификацияЭрлангера-Гассера
Является наиболее полной классификацией нервных волокон по скорости проведения нервного импульса.
| Тип волокна | Функция                                                                                     | Диаметр, мкм | Скорость проведения, м/с | Миелинизация |
| ----------- | ------------------------------------------------------------------------------------------- | ------------ | ------------------------ | ------------ |
| Aα          | Афферентные — мышечные веретёна, сухожильные органы; эфферентные — скелетные мышцы          | 10-20        | 60-120                   | +            |
| Aβ          | Афферентные — тактильное чувство; коллатерали Aα волокон к интрафузальным мышечным волокнам | 7-15         | 40-90                    | +            |
| Aγ          | Эфферентные — мышечные веретёна                                                             | 4-8          | 15-30                    | +            |
| Aδ          | Афферентные — температура, быстрое проведение боли                                          | 3-5          | 5-25                     | +            |
| B           | Симпатические, преганглионарные; постганглионарные волокна цилиарного ганглия               | 1-3          | 3-15                     | прерывистая  |
| C           | Симпатические, постганглионарные; афферентные — медленное проведение боли                   | 0,3-1        | 0,5-2                    | -            |

## Классификация по Ллойду
Классифицирует только афферентные нейроны.
| Тип волокна | Функция                                           | Диаметр, мкм | Скорость проведения, м/с | Миелинизация |
| ----------- | ------------------------------------------------- | ------------ | ------------------------ | ------------ |
| Ia          | Мышечные веретёна                                 | 18-22        | 90-120                   | +            |
| Ib          | Сухожильные рецепторы                             | 15-18        | 60-90                    | +            |
| II          | Механорецепторы кожи, вторичные мышечные веретёна | 7-15         | 40-90                    | +            |
| III         | Рецепторы связок                                  | 1-5          | 3-25                     | прерывистая  |
| IV          | Болевые рецепторы, рецепторы соединительной ткани | 0,1-1        | 0,5-2                    | -            |

## Миелинизация нервных волокон
При формировании безмиелинового нервного волокна осевой цилиндр (отросток нейрона) погружается в тяж из леммоцитов, цитолеммы которых прогибаются и плотно охватывают осевой цилиндр в виде муфты, края которой смыкаются над ним, образуя дупликатуру клеточной мембраны — мезаксон. Соседние леммоциты, входящие в состав сплошного глиального тяжа, своими цитолеммами образуют простые контакты. Безмиелиновые нервные волокна имеют слабую изоляцию, допускающую переход нервного импульса с одного волокна на другое как в области мезаксона, так и в области межлеммоцитарных контактов.
Миелиновые нервные волокна значительно толще безмиелиновых. Принцип образования их оболочек такой же, как и безмиелиновых, то есть осевые цилиндры также прогибают цитолемму глиоцитов, образуя линейный мезаксон. Однако, быстрый рост нейронов соматического отдела нервной системы, связанный с формированием и ростом всего организма, приводит к вытягиванию мезаксонов, многократному обращению леммоцитов вокруг осевых цилиндров. В результате образуются концентрические наслоения. При этом цитоплазма с ядром леммоцитов оттесняется в область последнего витка, образующего наружный слой оболочек волокна, называемой шванновской оболочкой или неврилеммой. Внутренний слой, состоящий из витков мезаксона, называется миелиновым или миелиновой оболочкой. Следствием того, что миелинизация происходит в процессе роста как отростков нейронов, так и самих леммоцитов, является постепенное увеличение количества витков и размеров мезаксона, то есть каждый последующий виток шире предыдущего. Следовательно, последний виток, содержащий цитоплазму с ядром леммоцита, является самым широким. Толщина миелина по длине волокна неоднородна, а в местах контактов соседних леммоцитов слоистая структура исчезает и контактируют лишь наружные слои, содержащие цитоплазму и ядро. Места их контактов называются узловыми перехватами (перехватами Ранвье), возникающими вследствие отсутствия здесь миелина и истончения волокна.
В ЦНС миелинизация нервного волокна происходит за счёт обхвата осевых цилиндров отростками олигодендроцитов.
Как мембранная структура миелин имеет липидную основу и при обработке окисями окрашивается в тёмный цвет. Другие компоненты мембраны и промежутки не окрашиваются, поэтому периодически встречаются светлые полоски − насечки миелина (насечки Шмидта-Лантермана), которые соответствуют небольшим прослойкам цитоплазмы леммоцита.
В цитоплазме осевого цилиндра располагаются продольно ориентированные нейрофибриллы и митохондрии, которых больше в непосредственной близости к перехватам и в концевых аппаратах волокна. Цитолемма осевого цилиндра (аксона) называется аксолеммой. Она обеспечивает проведение нервного импульса, который представляет собой волну деполяризации аксолеммы. Если осевой цилиндр представлен нейритом, то в нём отсутствуют гранулы базофильного вещества.